# St Margaret’s at Cliffe
St. Margaret’s at Cliffe ist ein dreiteiliges Dorf direkt an der Küste zwischen Deal und Dover in Kent, England. Das Zentrum des Dorfes liegt etwa 1 km vom Meer entfernt. Das Wohngebiet Nelson Park liegt weiter im Landesinneren und St. Margaret’s Bay liegt entlang und unterhalb der Klippen nördlich von South Foreland. Kanalschwimmer und Untersee-Telefonkabel starten in St. Margaret’s Bay. Am nördlichen Ende der Bucht befindet sich der Leathercote Point (manchmal auch Leathercoat Point oder Lethercote Point), wo sich ein Kriegsdenkmal befindet, das an die Dover Patrol erinnert. Nach Angaben der International Hydrographic Organization markiert Leathercote Point das westliche Ende der Linie, die die Kluft zwischen der Nordsee und dem Ärmelkanal definiert. Das gegenüberliegende Ende befindet sich am Walde Lighthouse in der Nähe von Calais.

## Geschichte
1851 startete hier das erste erfolgreich verlegte internationale Unterseetelegraphenkabel nach Sangatte – mit Thomas Russell Crampton als verantwortlichem Ingenieur.
Während des Zweiten Weltkriegs wurde der größte Teil der Bevölkerung umgesiedelt und Waffen mit dem dazugehörigen Militärpersonal einquartiert. Die meisten Waffen waren Flugabwehr, aber es gab schwerere Geschütze, die verhindern sollten, dass die deutsche Schifffahrt entlang der französischen Küste fuhr. Es gab zwei 380 mm (15 Zoll) Kanonen namens „Jane“ und „Clem“ und es gab auch die beiden berühmten Ex-Navy BL 14 Zoll Mk VII Marinekanonen „Winnie“ und „Pooh“. Sie kamen ursprünglich aus dem Schlachtschiff HMS King George V.
Die Pfarrkirche wurde direkt von deutschen Kanonen in Calais getroffen, aber der einzige Schaden war die Zerstörung eines Fensters, das John Knott, dem Leuchtturmwärter des South Foreland Lighthouse, gewidmet war.
Sir Peter Ustinov war während des Zweiten Weltkriegs im Dorf stationiert und kaufte nach dem Krieg ein Haus auf den Klippen. Das Haus gehört jetzt Miriam Margolyes und beide haben Veranstaltungen veranstaltet, um Spenden für das neue Gemeindehaus zu sammeln. Am anderen Ende des Strandes befinden sich Cottages, von denen zwei Noël Coward gehörten und eines von Ian Fleming gemietet wurde.
Das Dorf hatte ab 1896 eine eigene Feuerwache, einen Handwagen, der von freiwilligen Feuerwehrleuten besetzt war, die im Dorf lebten. Zu Beginn des 20. Jahrhunderts wurde am Strand ein zweiter Feuerschuppen errichtet, in dem eine kleine Gemeinde aus Hotels, Cafés und Wohnungen bestand. 1936 kaufte das Dorf sein erstes Motorfeuerwehrauto und brachte es neben dem Hope Inn im zentralen Dorf unter. Der erste Notruf war an die Wanstone Court Farm in St. Margaret’s. Die Hilfsfeuerwehr übernahm die Station 1939 und bei Ausbruch der Zweiten Welt besetzten die im Dorf stationierten Royal Marines die beiden dort stationierten Feuerwehrautos. 1945 kehrte es zur Nationalen Feuerwehr zurück und 1948, mit der Auflösung der NFS, übernahm die Kent Fire Brigade. Eine neue Station wurde 1970 entlang der Reach Road gebaut, und St. Margaret’s war eine der ersten Feuerwachen in Kent, die die Besatzung von Pocket Alerter anstelle der traditionellen Sirene alarmierte. Die Kent Fire Brigade wurde am 1. Oktober 2003 in Kent Fire & Rescue Service umbenannt. Die Station wurde am 1. April 2012 zusammen mit neun anderen Feuerwachen in Kent aufgrund der Umstrukturierung durch den Kent Fire & Rescue Service geschlossen.
In den Jahren 2005 bis 2006 wurde das erschwingliche Dorfhaus in Ash Grove bei den Kent Design Awards in der Kategorie „Best New Neighborhood“ ausgezeichnet.
Seit 1929, als die St. Margaret’s Bay Windmühle zur Stromerzeugung gebaut wurde, gibt es im Dorf grüne Energie.